# Gud Fader på himmelsbågen

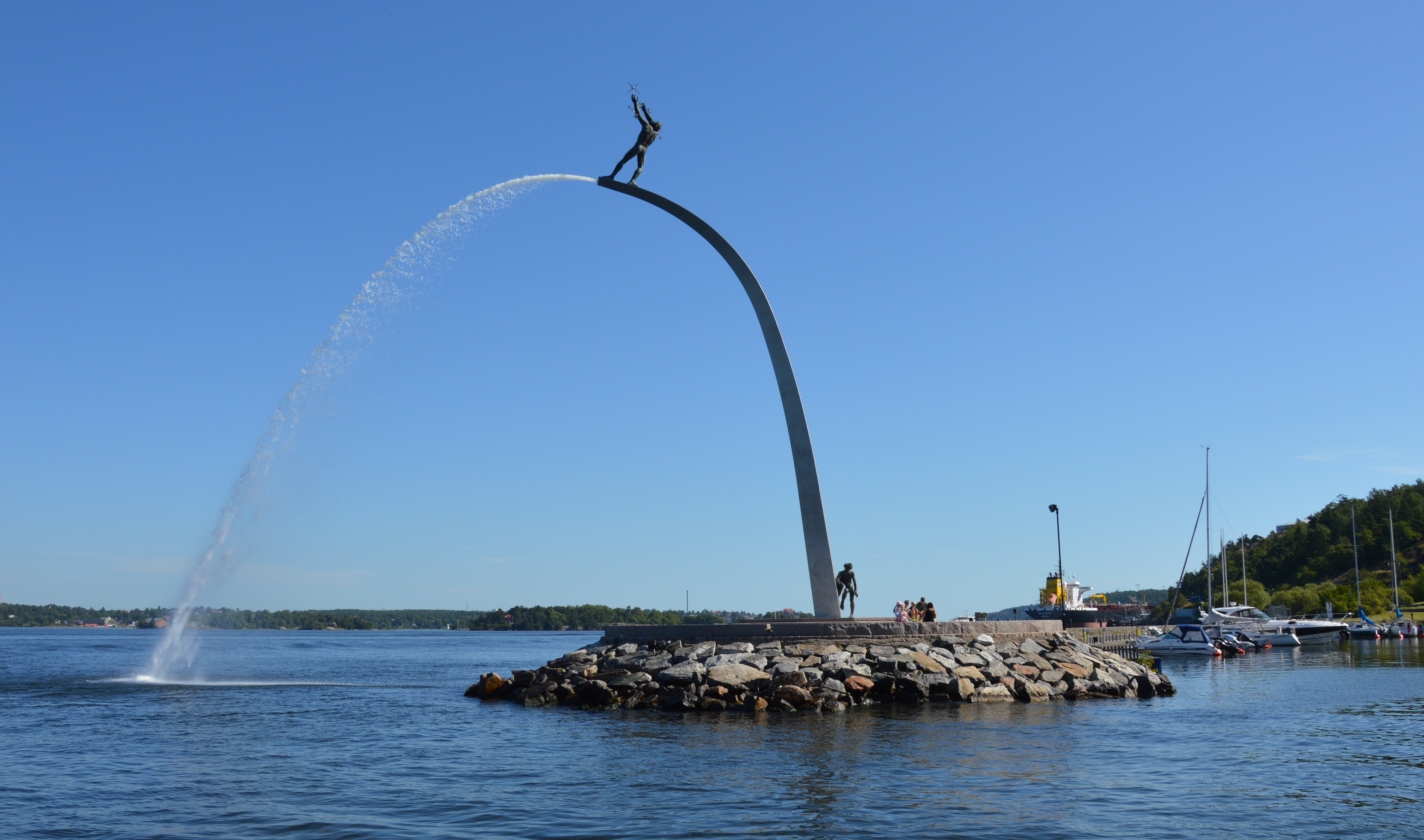
Skulptur Gud Fader på himmelsbågen

Gud Fader på himmelsbågen (deutsch: Gott der Vater auf dem Himmelsbogen) ist eine Skulptur in Nacka in Schweden.
Sie befindet sich unmittelbar am Schiffsanleger Nacka Strand brygga, südlich der Schifffahrtsroute von der Ostsee in das nur etwas weiter westlich gelegene Stockholm.
Die Skulptur wurde vom US-amerikanischen Bildhauer Marshall Fredericks (1908–1998) im Jahr 1995 nach Plänen des schwedischen Bildhauers Carl Milles geschaffen. Sie hat eine Gesamthöhe von 23 Metern und besteht aus einem parabelförmigen, etwa 18 Meter hohen Bogen aus dessen seeseitigem Ende Wasser in Fortsetzung des Parabelbogens strömt. Der Bogen soll die Himmelswölbung darstellen. Oben auf dem Bogen steht Gott der Herr. Am Fuß des Bogens befindet sich ein Engel, der dem Herren Sterne reicht, die dieser am Fimament platzieren will.
Carl Milles hatte die Skulptur im Jahr 1946 anlässlich der Konstituierung der UNO in New York während eines Aufenthalts im New Yorker Hotel The Plaza auf dem Briefpapier des Hotels skizziert. Milles plante den Bogen mit einer Höhe von 12 Metern und sah als Aufstellungsort eine Fläche zwischen East River und dem UN-Hauptquartier vor. Er sah die Skulptur als Friedenssymbol und als Hommage an die Gründung der Vereinten Nationen. Der von ihm vorgesehene Name der Skulptur war The Rainbow. Lord placing new stars on heaven. Das Projekt wurde jedoch nicht umgesetzt. Die Skizze verblieb im Millesgården.
40 Jahre nach dem Tode Carl Milles schuf dann Marshall Fredericks, ein Schüler Carl Milles, die heutige Skulptur.